# Illiberis cyanecula
Illiberis cyanecula es una especie de mariposa de la familia Zygaenidae.
Fue descrita científicamente por Herrich-Schäffer en 1855.